# ماهی‌خورک سینه‌فلسی
 ماهی‌خورک سینه‌فلسی (نام علمی: Actenoides princeps) نام یک گونه از زیرخانواده ماهی‌خورک درختی است.